# Selymes döggomba
A selymes döggomba (Entoloma sericeum) a döggombafélék családjába tartozó, Európában és Észak-Amerikában elterjedt, réteken, füves területeken élő, feltehetően mérgező gombafaj.

## Megjelenése
A selymes döggomba kalapjának átmérője 2–5 cm, alakja kezdetben kúpos, majd laposan kiterül, a közepén esetleg tompa vagy csúcsos, enyhe púppal. Felülete csillogóan selymes, széle finoman bordázott. Színe sötét vörösbarna, csaknem feketésbarna, sávosan kifakul. Húsa nagyon vékony, törékeny. Erősen lisztszagú és -ízű. 
Lemezei szélesek, ritkán állók, a tönk előtt felkanyarodók. Színük kezdetben halványszürke, később barnásrózsaszín, végül a spórák érésével barna. Spórapora barnásrózsaszín. Spórája oldalnézetben öt- vagy hatszögletű, 7-10,5 x 6,5-9,5 mikrométeres.
Tönkje 3–6 cm magas, 0,4–1 cm vastag. Felülete csupasz vagy hosszan szálazott, színe sötétbarna.

### Hasonló fajok
Összetéveszthető a mérgező tavaszi döggombával, amely nem lisztszagú és más évszakban terem.

## Elterjedése és termőhelye
Európában és Észak-Amerikában honos. Magyarországon ritka.
Füves területeken, réteken, legelőkön, erdei utakon, parkokban található meg. Augusztustól októberig terem.
Feltehetően - rokonaihoz hasonlóan - mérgező gomba. 

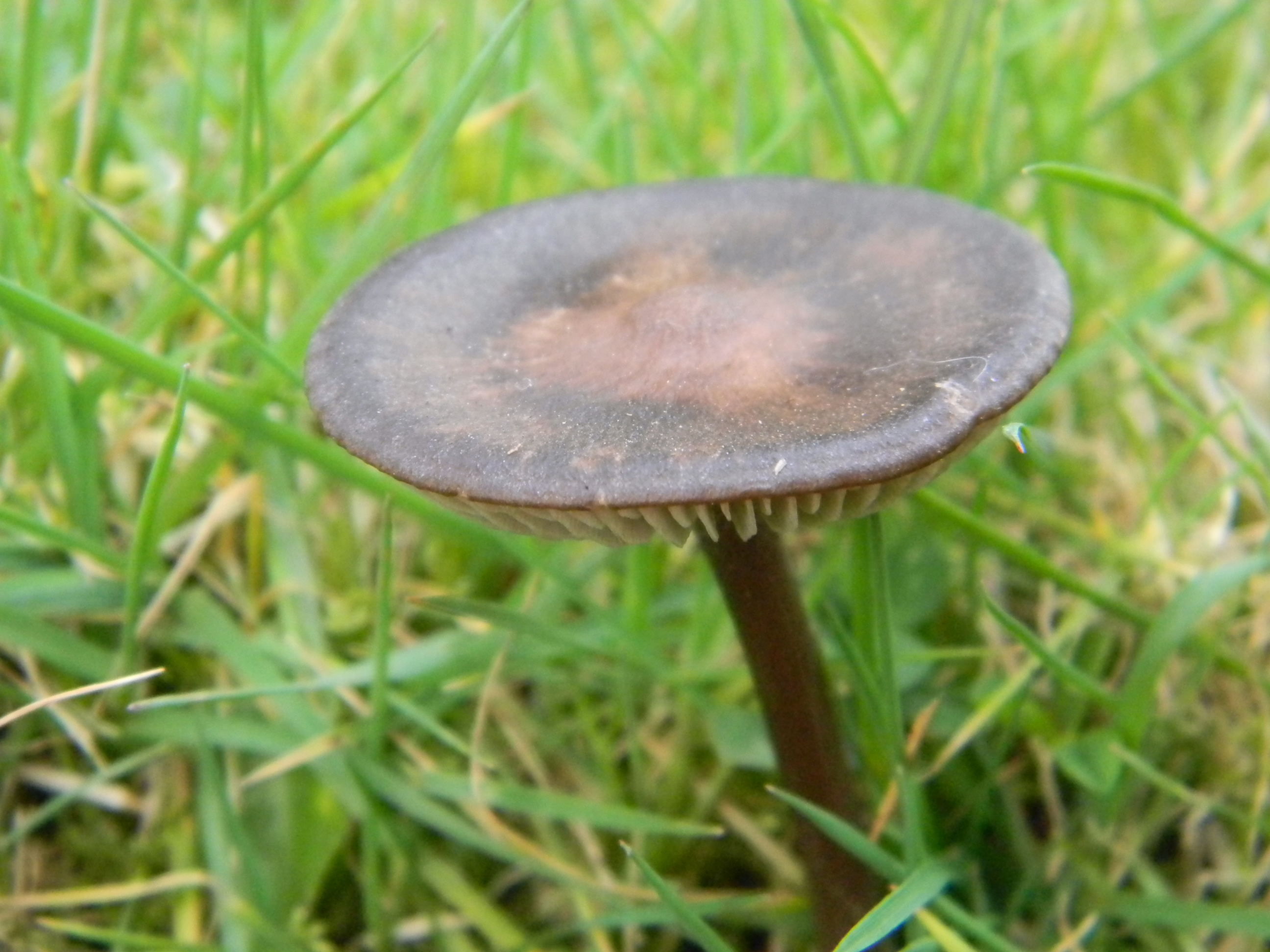
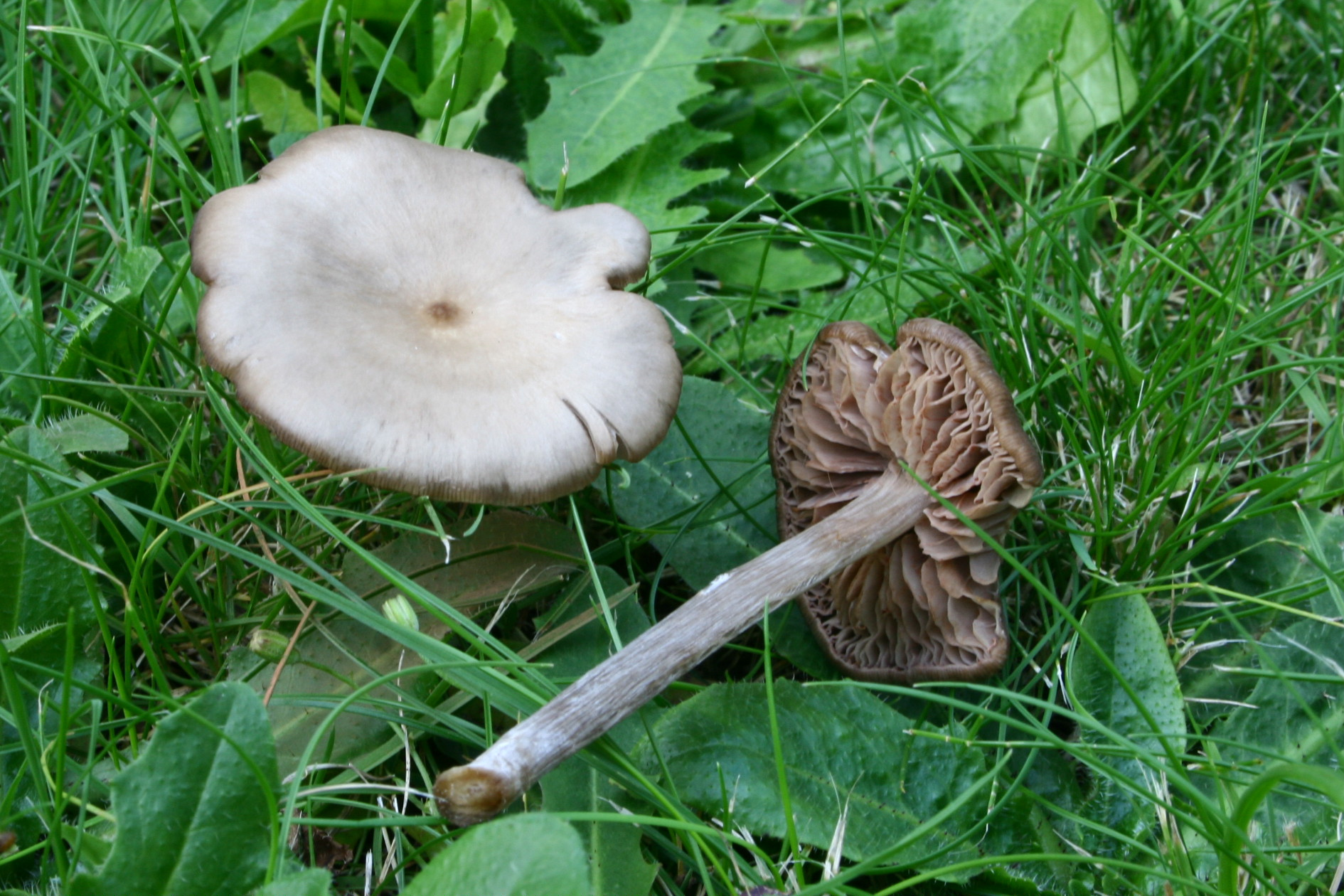
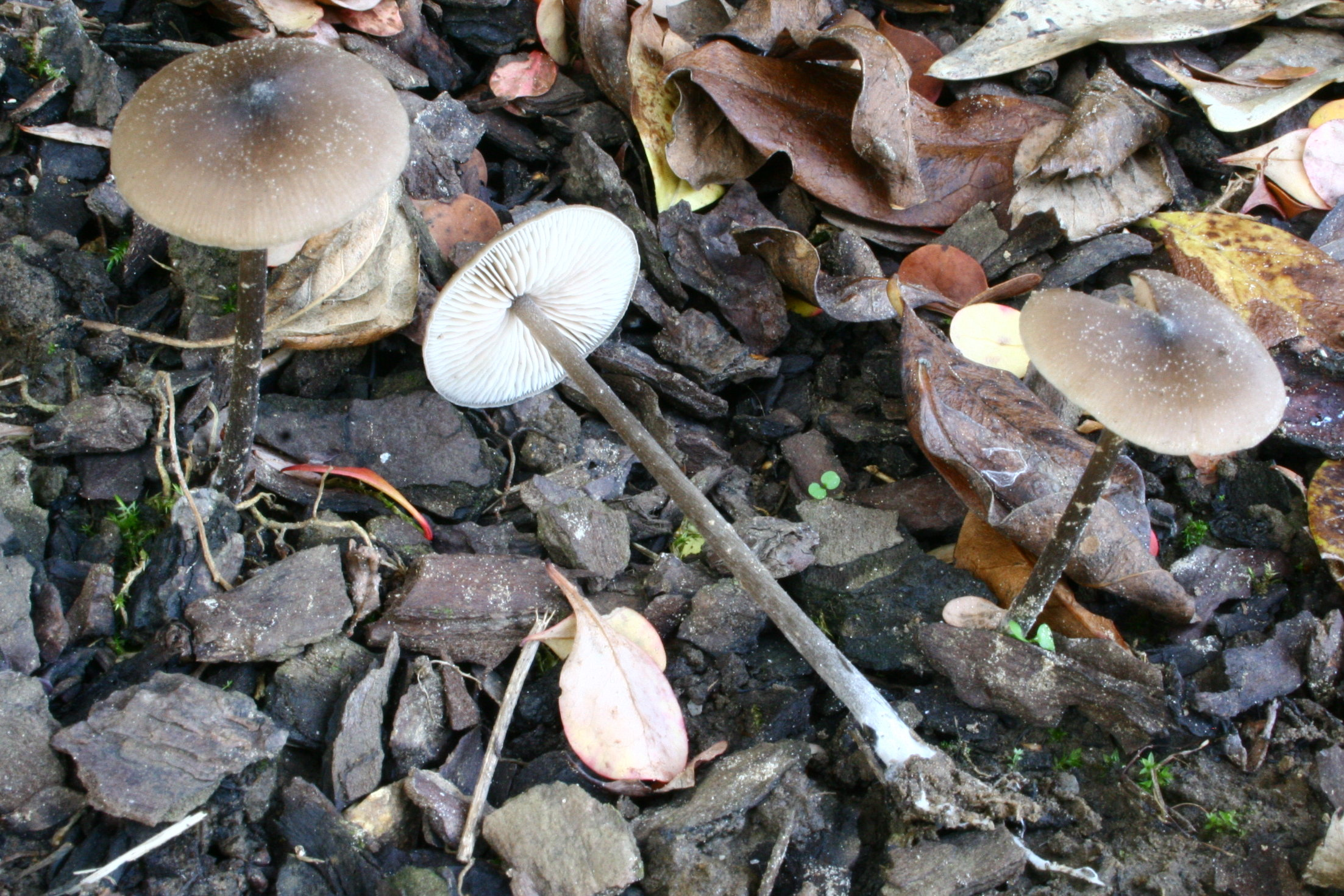
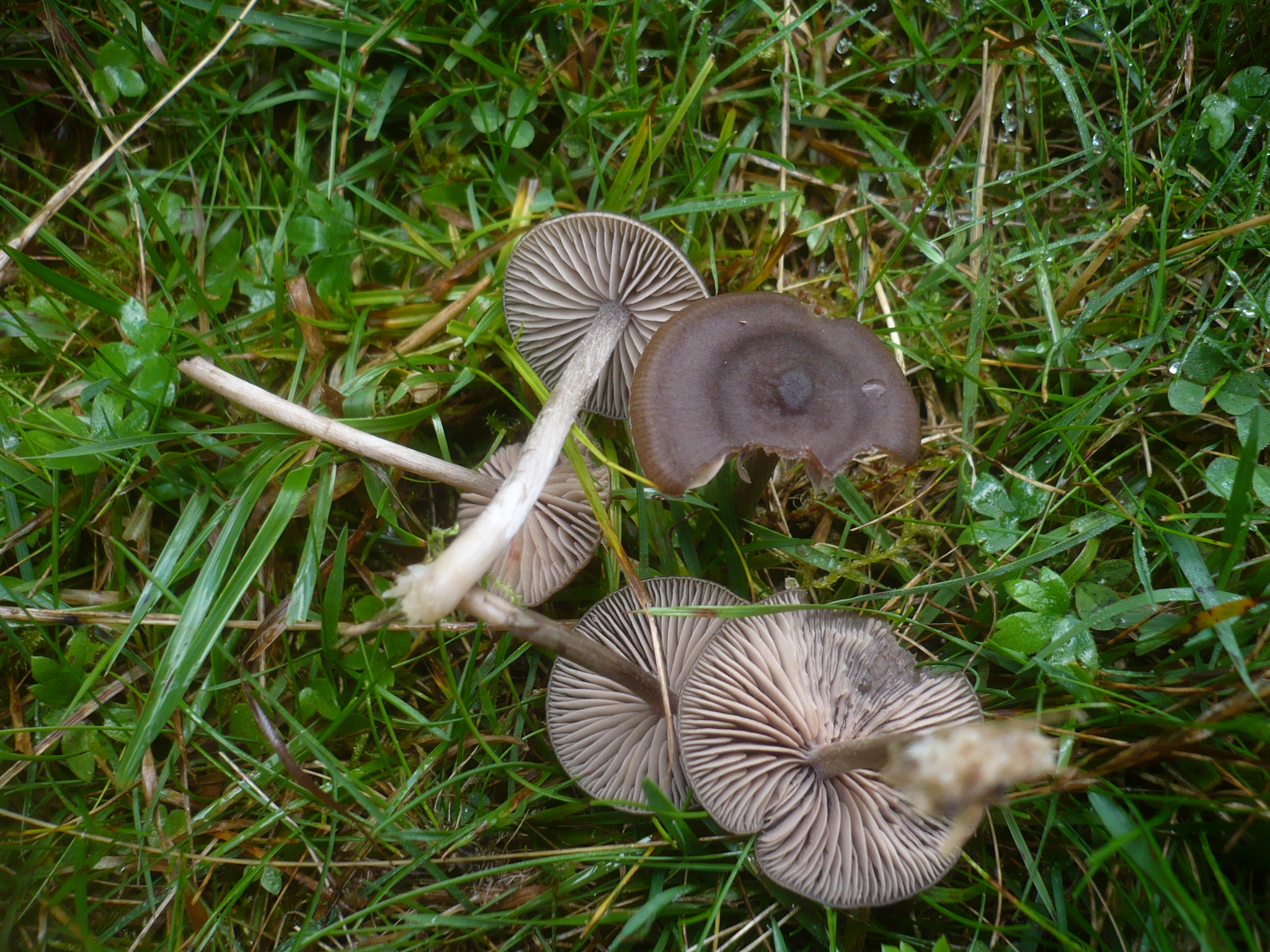